# Pikhakendonk
Pikhakendonk is een natuurgebied in de Belgische gemeenten Boortmeerbeek en Rijmenam. Het gebied is 9 hectare groot en is in bezit en beheer bij Natuurpunt.
Pikhakendonk is Europees beschermd als onderdeel van Natura 2000-gebied 'Bossen van het zuidoosten van de Zandleemstreek' (BE2300044).

## Beschrijving
Het natuurgebied is gelegen in de vallei van de Dijle. Pikhakendonk bestaat voornamelijk uit extensief beheerde weiden en lange hagen van meidoorn en sleedoorn. De naam van het gebied verwijst naar de aanwezigheid van deze struiken. Verder zijn er verschillende grachten en beken in het gebied, zoals de Molenbeek en de Leibeek, welke beide erg vervuild zijn.

## Flora
In het gebied komen onder andere lange hagen van mei- en sleedoorn voor. Pikhakendonk is een van weinige plaatsen in Vlaanderen waar wegedoorn voorkomt. Deze plant was vroeger wijdverspreid in de regio maar is nu erg zeldzaam.